# Tijuca Point
Der Tijuca Point ist eine markante und felsige Landspitze an der Nordküste Südgeorgiens. Sie markiert nordwestlich die Einfahrt zur Hound Bay.
Teilnehmer der britischen Discovery Investigations benannten sie 1930 als Penguin Point. Der South Georgia Survey empfahl im Zuge von Vermessungen zwischen 1951 und 1952 eine Umbenennung, da zahlreiche weitere Objekte diesen Namen tragen. Das UK Antarctic Place-Names Committee benannte die Landspitze 1955 nach der Tijuca, einer 1866 in Nantes erbauten Dreimastbark, die ab 1908 im Dienste der Compañía Argentina de Pesca des norwegischen Unternehmers Carl Anton Larsen als Transportschiff zwischen Buenos Aires und der Walfangstation in Grytviken im Einsatz war und 1946 sank.